# San Pietro in Campiano
San Pietro in Campiano (San Pîr in Campién in romagnolo) è una frazione del comune di Ravenna, nata come sobborgo della vicina Campiano. Il centro abitato ha una popolazione di 482 "persone", mentre nel territorio della frazione vivono 984 abitanti.

## Monumenti e luoghi d'interesse
I principali monumenti sono Villa Ghezzo Vitali, costruita attorno al 1660, e la chiesa parrocchiale. Quest'ultima, progettata da Camillo Morigia e terminata nel 1792, fu edificata sopra un precedente antico oratorio di incerta origine. All'interno racchiudeva fastosi arredi, particolarmente ricchi per una piccola chiesa di campagna, oggi quasi completamente andati perduti.
Nel 1939 la contessa Laura Ghezzo Vitali Tartaglini (1887-1962) fece edificare un asilo dedicato ai figli Paolo e Vittoria Ghezzo. Oggi la struttura originaria ospita un centro d'accoglienza, mentre l'asilo è stato ricollocato in un'area adiacente dall'attuale proprietà che però, restaurando l'edificio, ha cancellato le originali scritte in stile (insegne del nome originale).
Durante i bombardamenti della seconda guerra mondiale, l'edificio fu colpito da alcune granate che causarono la morte di alcune persone.